# Ahmed Malek
Pour les articles homonymes, voir Malek.
Ahmed Malek (en arabe : أحمد مالك), né le 6 mars 1931 à Bordj El Kiffan, Alger et mort le 24 juillet 2008 à El Mouradia, Alger, est un musicien et compositeur algérien.

## Biographie
Ahmed Malek nait le 6 mars 1931 à Bordj El Kiffan, dans la banlieue Est d'Alger. 
Il quitte sa famille à 16 ans pour aller se former à la musique. Il deviendra chef d'orchestre pour la RTA (Radio Télévision Algérienne) après l'indépendance. Il sera polyvalent, pianiste, accordéoniste, mais son instrument de prédilection est la flûte traversière. Il compose pour des émissions de télévision , des documentaires et surtout des musiques de films pour le cinéma. Il s'intéresse également à l'utilisation des technologies nouvelles dans la musique (MAO, synthèse...), assurant ainsi un lien entre la musique traditionnelle algérienne et un courant plus moderniste. Ahmed Malek a également participé annuellement à des festivals à Cuba ainsi qu'au Printemps de Bourges.
Il décède le 24 juillet 2008 en sa demeure des hauteurs d'Alger, à El Mouradia. Il est inhumé au cimetière de Sidi-M'hamed à Bordj El Kiffan.
En 2016 le label Habibi Funk publie une compilation de son travail pour le cinéma.
Du 22 juin au 31 juillet  2019, une exposition hommage, Planète Malek rétrospective, lui est consacrée au MAMA d'Alger,.
Du 18 au 22 juillet 2021, Ahmed Malek, l’Ennio Morricone algérien, un hommage à la cinémathèque d'Alger est organisé,.

## Discographie
- 1972 : Les vacances de l'inspecteur Tahar, Disques Z
- 1976 : Aziza, Unité De Disques Du Ministère De L'Information Et De La Culture
- 1978 : Musique Originale de Films, Ministère De L'information Et De La Culture
- 1995 : Musique De Films en Algérie,  Les artistes arabes associés, Club du disque arabe, AAA 126
- 2016 : Musique Originale de Films, Habibi Funk
- 2017 : The Electronic Tapes, Habibi Funk

## Filmographie
- 1972 : Les Vacances de l'inspecteur Tahar de Moussa Haddad
- 1972 : Le Charbonnier de Mohamed Bouamari
- 1974 : Massinissa - documentaire
- 1974 : Zone interdite d'Ahmed Lallem
- 1974 : El Massoul
- 1974 : L'Héritage de Mohamed Bouamari
- 1975 : Les Enfants de novembre de Moussa Haddad
- 1977 : Omar Gatlato de Merzak Allouache
- 1977 : Les Déracinés de Lamine Merbah
- 1977 : Algérie
- 1977 : Leïla et les autres de Sid Ali Mazif
- 1977 : Barrières d'Ahmed Lallem
- 1978 : Autopsie d'un complot de Mohamed Slimane Riad
- 1979 : Les Aventures d'un héros de Merzak Allouache
- 1980 : Aziza d'Abdellatif Ben Ammar
- 1980 : Le Mariage de Moussa de Mefti Tayeb
- 1982 : Un toit, une famille de Rabah Laradji
- 1985 : Combien je vous aime d'Azzedine Meddour
- 1986 : L'Homme qui regardait les fenêtres de Merzak Allouache

## Diverses réalisations
- Le Voyage de Chouiter - TV